# Универзитет Гоце Делчев у Штипу
Универзитет Гоце Делчев у Штипу (мкд. Универзитет „Гоце Делчев“ во Штип) је државни универзитет у Штипу. Основан је 27. марта 2007.

## Организација
Универзитет се састоји од следећих факултета:
- Музичка академија
- Ликовна академија
- Филмска академија
- Факултет за природне и техничке науке
- Факултет за информатику
- Пољопривредни факултет
- Машински факултет
- Електротехнички факултет
- Технолошко-технички факултет
- Факултет за медицинске науке
- Економски факултер
- Правни факултет
- Факултет за туризам и бизнис логистику
- Факултет за образовне науке
- Филолошки факултет
- Војна академија „Генерал Михаило Апостолоски”